# MV St. Thomas Aquinas
The M/V St. Thomas Aquinas var en filippinsk-registrerad passagerarfärja som opererades av 2Go och som sjönk efter kollision med M/V Sulpicio Express Siete, ett lastfartyg tillhörande Philippine Span Asia Carrier, Corp. (före detta Sulpicio Lines), den 16 augusti 2013. Den 18 augusti rapporterades om 35 bekräftade dödsfall och ytterligare 85 saknade. 

## Kollisionen
St. Thomas Aquinas  utgick från Nasipit, Filippinerna, fredagen den 16 augusti 2013. Omkring klockan 21:00, Filippinsk tid, närmade sig fartyget hamnen i Cebu City då det kolliderade med MV Sulpicio Express Siete, ett lastfartyg ägt av Philippine Span Asia Carrier Corporation, vilket höll på att lämna hamnen. Kollisionen skedde omkring 1,2 kilometer från Talisay, Cebu. St. Thomas Aquinas började då omedelbart att ta in vatten varvid kaptenen gav order om att skeppet skulle överges. Under tiden skeppet höll på att sjunka delade besättningen i all hast ut flytvästar i den mån det hanns med. Sjunkförloppet tog omkring 30 minuter. Sulpicio Express Siete, som inte sjönk men däremot skadades kraftigt, hade 36 besättningsmän ombord. 